# Божи град
Божи град (на албански: Miras или Mirasi, Мирас, Мираси), е село в Албания, община Девол, област Корча.

## География
Селото е разположено на 15 километра източно от град Корча по горното течение на река Девол в котловина между Грамос и Морава.

## История
Североизточно от селото са останките от античната и средновековна крепост Божи град, спомената от Йоан Скилица във връзка с походите на Василий II Българоубиец в XI век като Васограда (Βασόγραδα) и съществувала до XIV век.
В XV век в Божиград или Градище са отбелязани поименно 80 глави на домакинства. В османските данъчни регистри от средата на XV век Божиград е споменато с 5 семейства на Петру, Михо, Андрия, Петру и Васо, и две вдовици Гюра и Гюра. Общият приход за империята от селото е 306 акчета.
Според статистиката на Васил Кънчов („Македония. Етнография и статистика“) в 1900 Божи град заедно със село Чета има 600 жители арнаути мохамедани.
На Етнографската карта на Битолския вилает на Картографския институт в София от 1901 година Божи град е чисто албанско мюсюлманско село в Корчанската каза на Корчанския санджак с 60 къщи.
Според Георги Константинов Бистрицки Божи-градъ преди Балканската война има 300 албаномохамедански къщи.
На етническата карта на Костурското братство в София от 1940 година, към 1912 година Божи градъ е обозначено като албанско селище.
В началото на XXI век езиковедите Клаус Щайнке и Джелал Юли провеждат теренно изследване сред описваните в литературата в миналото като славяноговорещи селища в Албания. Мирас (Божиград) е отбелязано от тях като напълно албаноговорещо.
В 1979 година Караметовата къща (Banesa e Nazif Karametos) е обявена за архитектурен паметник на Албания, но тя е напълно разрушена.
До 2015 година селото е център на община Божи град (Мирас).

## Личности
Родени в Божи град
- Алия, онбашия, жандарин на кулата в Косинец, деец на ВМОРО, покръстен от Дельо Марков[12]